# Équipe de Belgique de football en 2005
Maillots
Chronologie
Saison précédente Saison suivante
L'équipe de Belgique de football dispute en 2005 la deuxième partie de la phase qualificative de la Coupe du monde.

## Objectifs
L'unique objectif pour la Belgique en cette année 2005 est la qualification pour la Coupe du monde en Allemagne. Celle-ci semble toutefois très compromise car après seulement trois rencontres, dont un partage décevant face à la Lituanie (1-1) en ouverture, les Belges sont 5e sur 6 participants de leur poule éliminatoire, dont seul le premier est directement placé et le second est barragiste.

## Résumé de la saison
Waseige parti au Standard de Liège, le poste de sélectionneur est confié à Aimé Anthuenis, entraîneur à succès d'Anderlecht. Son mandat débute difficilement, avec deux cinglantes défaites, à domicile contre la Bulgarie (0-2) puis en Croatie (4-0), au cours des éliminatoires de l'Euro 2004. La Belgique termine son parcours de meilleure manière mais échoue à la 3e place du groupe. Malgré cet échec, Aimé Anthuenis est confirmé à son poste pour les qualifications pour la Coupe du monde 2006. Le début de ces éliminatoires est catastrophique avec un nul (1-1) contre la Lituanie puis deux défaites (0-2) à domicile, contre l'Espagne et contre la Serbie-et-Monténégro. Une victoire (4-1) contre la Bosnie-Herzégovine à domicile et deux succès (1-2 et 8-0) face à Saint-Marin seront les seuls de la Belgique dans ce groupe. Les Diables Rouges terminent à la quatrième place et ne participent pas à la Coupe du monde pour la première fois depuis 1978, provoquant la colère des médias,.

## Bilan de l'année
La campagne est un échec, la Belgique termine à la 4e place de son groupe qualificatif et manque la phase finale d'une Coupe du monde pour la première fois depuis 1978. Au classement mondial de la FIFA, les  Diables Rouges pointent à la 55e position, leur plus mauvaise performance depuis la création du classement.

### Coupe du monde 2006

#### Éliminatoires (zone Europe, Groupe 7)
| Rang | Équipe               | Pts | J  | G | N | P  | Bp | Bc | Diff |  | Résultats (▼ dom., ► ext.) |     |     |     |     |     |     |
| ---- | -------------------- | --- | -- | - | - | -- | -- | -- | ---- |  | -------------------------- | --- | --- | --- | --- | --- | --- |
| 1    | Serbie-et-Monténégro | 22  | 10 | 6 | 4 | 0  | 16 | 1  | +15  |  | Serbie-et-Monténégro       |     | 0-0 | 1-0 | 0-0 | 2-0 | 5-0 |
| 2    | Espagne              | 20  | 10 | 5 | 5 | 0  | 19 | 3  | +16  |  | Espagne                    | 1-1 |     | 1-1 | 2-0 | 1-0 | 5-0 |
| 3    | Bosnie-Herzégovine   | 16  | 10 | 4 | 4 | 2  | 12 | 9  | +3   |  | Bosnie-Herzégovine         | 0-0 | 1-1 |     | 1-0 | 1-1 | 3-0 |
| 4    | Belgique             | 12  | 10 | 3 | 3 | 4  | 16 | 11 | +5   |  | Belgique                   | 0-2 | 0-2 | 4-1 |     | 1-1 | 8-0 |
| 5    | Lituanie             | 10  | 10 | 2 | 4 | 4  | 8  | 9  | -1   |  | Lituanie                   | 0-2 | 0-0 | 0-1 | 1-1 |     | 4-0 |
| 6    | Saint-Marin          | 0   | 10 | 0 | 0 | 10 | 2  | 40 | -38  |  | Saint-Marin                | 0-3 | 0-6 | 1-3 | 1-2 | 0-1 |     |

- Sélection directement qualifiée pour la Coupe du monde 2006
- Sélection barragiste

### Classement mondial FIFA
| Classement | Équipe    | Score total (déc. 2005) | Points précédents (déc. 2004) | Évolution | Position        |
| ---------- | --------- | ----------------------- | ----------------------------- | --------- | --------------- |
| 53         | Zimbabwe  | 601                     | 572                           | +29       | en augmentation |
| 54         | Irak      | 597                     | 603                           | -6        | en diminution   |
| 55         | Belgique  | 596                     | 600                           | -4        | en diminution   |
| 56         | Togo      | 585                     | 513                           | +72       | en augmentation |
| 56         | Guatemala | 585                     | 551                           | +34       | en augmentation |

Source : FIFA.

## Les matchs
| Match amical                                                    | Égypte                                            | 4 - 0   | Belgique | Stade militaire académique Le Caire, Égypte     |                                                 |
| 9 février 2005 · 21:00 heure locale · Historique des rencontres | Moteab 40e 50e · Abdel Malek 53e · Hosny (en) 80e | (1 – 0) |          | Spectateurs : 5 000 Arbitrage : Reda El Beltagy | Spectateurs : 5 000 Arbitrage : Reda El Beltagy |
| 9 février 2005 · 21:00 heure locale · Historique des rencontres | Rapport                                           |         |          | Spectateurs : 5 000 Arbitrage : Reda El Beltagy | Spectateurs : 5 000 Arbitrage : Reda El Beltagy |

| Coupe du monde 2006 Éliminatoires - Groupe 7                  | Belgique                                     | 4 - 1   | Bosnie-Herzégovine | Stade Roi Baudouin Laeken, Belgique                   |                                                       |
| 26 mars 2005 · 20:15 heure locale · Historique des rencontres | E. Mpenza 15e 54e · Daerden 44e · Buffel 77e | (2 – 1) | Bajramović 1re     | Spectateurs : 36 700 Arbitrage : Vladimír Hriňák (en) | Spectateurs : 36 700 Arbitrage : Vladimír Hriňák (en) |
| 26 mars 2005 · 20:15 heure locale · Historique des rencontres | Report                                       |         |                    | Spectateurs : 36 700 Arbitrage : Vladimír Hriňák (en) | Spectateurs : 36 700 Arbitrage : Vladimír Hriňák (en) |

Note : Première rencontre officielle entre les deux nations.
| Coupe du monde 2006 Éliminatoires - Groupe 7                  | Saint-Marin | 1 - 2   | Belgique                           | Stade olympique Serravalle, Saint-Marin         |                                                 |
| 30 mars 2005 · 20:30 heure locale · Historique des rencontres | Selva 40e   | (1 – 1) | Simons 18e (pen.) · Van Buyten 64e | Spectateurs : 871 Arbitrage : Yórgos Kasnaféris | Spectateurs : 871 Arbitrage : Yórgos Kasnaféris |
| 30 mars 2005 · 20:30 heure locale · Historique des rencontres | Report      |         |                                    | Spectateurs : 871 Arbitrage : Yórgos Kasnaféris | Spectateurs : 871 Arbitrage : Yórgos Kasnaféris |

| Coupe du monde 2006 Éliminatoires - Groupe 7                 | Serbie-et-Monténégro | 0 - 0   | Belgique | Stade de l'Étoile rouge Belgrade, Serbie-et-Monténégro |                                                  |
| 4 juin 2005 · 20:15 heure locale · Historique des rencontres |                      | (0 – 0) |          | Spectateurs : 16 662 Arbitrage : Valentin Ivanov       | Spectateurs : 16 662 Arbitrage : Valentin Ivanov |
| 4 juin 2005 · 20:15 heure locale · Historique des rencontres | Report               |         |          | Spectateurs : 16 662 Arbitrage : Valentin Ivanov       | Spectateurs : 16 662 Arbitrage : Valentin Ivanov |

| Match amical                                                  | Belgique                      | 2 - 0   | Grèce | Stade Roi Baudouin Laeken, Belgique             |                                                 |
| 17 août 2005 · 20:15 heure locale · Historique des rencontres | E. Mpenza 19e · M. Mpenza 24e | (2 – 0) |       | Spectateurs : 20 000 Arbitrage : Espen Berntsen | Spectateurs : 20 000 Arbitrage : Espen Berntsen |
| 17 août 2005 · 20:15 heure locale · Historique des rencontres | Rapport                       |         |       | Spectateurs : 20 000 Arbitrage : Espen Berntsen | Spectateurs : 20 000 Arbitrage : Espen Berntsen |

| Coupe du monde 2006 Éliminatoires - Groupe 7                      | Bosnie-Herzégovine | 1 - 0   | Belgique | Stade Bilino-Polje Zenica, Bosnie-Herzégovine         |                                                       |
| 3 septembre 2005 · 20:15 heure locale · Historique des rencontres | Barbarez 62e       | (0 – 0) |          | Spectateurs : 12 000 Arbitrage : Olegário Benquerença | Spectateurs : 12 000 Arbitrage : Olegário Benquerença |
| 3 septembre 2005 · 20:15 heure locale · Historique des rencontres | Report             |         |          | Spectateurs : 12 000 Arbitrage : Olegário Benquerença | Spectateurs : 12 000 Arbitrage : Olegário Benquerença |

| Coupe du monde 2006 Éliminatoires - Groupe 7                      | Belgique                                                                                                | 8 - 0   | Saint-Marin        | Stade olympique Anvers, Belgique           |                                            |
| 7 septembre 2005 · 20:30 heure locale · Historique des rencontres | Simons 34e (pen.) · Daerden 39e 67e · Buffel 44e · M. Mpenza 52e 71e · Vandenbergh 53e · Van Buyten 83e | (3 – 0) |                    | Spectateurs : 8 207 Arbitrage : Ian Stokes | Spectateurs : 8 207 Arbitrage : Ian Stokes |
| 7 septembre 2005 · 20:30 heure locale · Historique des rencontres | | Report  | Valentini (en) 33e | Spectateurs : 8 207 Arbitrage : Ian Stokes | Spectateurs : 8 207 Arbitrage : Ian Stokes |

| Coupe du monde 2006 Éliminatoires - Groupe 7                    | Belgique | 0 - 2   | Espagne        | Stade Roi Baudouin Laeken, Belgique           |                                               |
| 8 octobre 2005 · 20:45 heure locale · Historique des rencontres |          | (0 – 0) | Torres 56e 59e | Spectateurs : 40 300 Arbitrage : Ľuboš Micheľ | Spectateurs : 40 300 Arbitrage : Ľuboš Micheľ |
| 8 octobre 2005 · 20:45 heure locale · Historique des rencontres | Report   |         |                | Spectateurs : 40 300 Arbitrage : Ľuboš Micheľ | Spectateurs : 40 300 Arbitrage : Ľuboš Micheľ |

| Coupe du monde 2006 Éliminatoires - Groupe 7                     | Lituanie            | 1 - 1   | Belgique     | Stade Vėtra Vilnius, Lituanie              |                                            |
| 12 octobre 2005 · 21:30 heure locale · Historique des rencontres | Deschacht 37e (csc) | (1 – 1) | Geraerts 19e | Spectateurs : 1 500 Arbitrage : Mike Riley | Spectateurs : 1 500 Arbitrage : Mike Riley |
| 12 octobre 2005 · 21:30 heure locale · Historique des rencontres | Šemberas 83e        | Report  |              | Spectateurs : 1 500 Arbitrage : Mike Riley | Spectateurs : 1 500 Arbitrage : Mike Riley |

## Les joueurs
| Joueurs              | Joueurs           | Amical    | QCM 2006 | QCM 2006 | QCM 2006 | Amical | QCM 2006 | QCM 2006 | QCM 2006 | QCM 2006  |
| -------------------- | ----------------- | --------- | -------- | -------- | -------- | ------ | -------- | -------- | -------- | --------- |
| Gardiens de but      |                   |           |          |          |          |        |          |          |          |           |
| Silvio Proto         | RAAL La Louvière  | 90        | 90       | 90       | 90       | 90     | 90       | 90       | 90       | 90        |
| Frédéric Herpoel     | KAA La Gantoise   | r         |          |          | r        | r      |          |          |          |           |
| Jan Moons            | KRC Genk          |           | r        | r        |          |        | r        | r        | r        |           |
| Glenn Verbauwhede    | Club Bruges KV    |           |          |          |          |        |          |          |          | r         |
| Défenseurs           |                   |           |          |          |          |        |          |          |          |           |
| Olivier De Cock      | Club Bruges KV    | 58e       |          |          |          |        |          |          |          |           |
| Philippe Clement     | Club Bruges KV    | 90        | 90+2e    | r        | 90       | 90+1e  |          |          |          |           |
| Peter Van der Heyden | Club Bruges KV    | 90        | 90       | 90 26e   |          |        |          |          |          |           |
| Vincent Kompany      | RSC Anderlecht    | 58e       | 90       | 90 73e   |          | 90     | 90 61e   | 12e      |          |           |
| Olivier Doll         | KSC Lokeren       | 58e       | 90       | 58e      |          | 88e    | r        |          |          |           |
| Didier Dheedene      | FK Austria Vienne | r         |          |          |          |        |          |          |          |           |
| Daniel Van Buyten    | Hambourg SV       |           | 90       | 90       | 90       | 90     | 90 90+2e | 90       | 90       |           |
| Anthony Vanden Borre | RSC Anderlecht    |           | r        |          | 90       | 88e    | 78e      | 69e      | 63e 22e  | 46e       |
| Olivier Deschacht    | RSC Anderlecht    |           |          | r        | 90       | 90     | 90       | 90       | 90 68e   | 90 50e    |
| Hans Cornelis        | Club Bruges KV    |           |          |          | r        |        |          |          |          |           |
| Philippe Léonard     | Standard de Liège |           |          |          | 79e      | 90e    | r        |          | r        | r         |
| Carl Hoefkens        | Stoke City        |           |          |          | r        |        |          | 69e      | 90       | 46e       |
| Éric Deflandre       | Standard de Liège |           |          |          |          |        |          |          | 63e 72e  | 90        |
| Birger Maertens      | Club Bruges KV    |           |          |          |          |        |          |          | r        | 46e , 68e |
| Nicolas Lombaerts    | KAA La Gantoise   |           |          |          |          |        |          |          |          | r         |
| Milieux              |                   |           |          |          |          |        |          |          |          |           |
| Timmy Simons         | Club Bruges KV    | 90        | 90       | 90       |          | 90     | 90       | 90       | 90 45e   | 90        |
| Yves Vanderhaeghe    | RSC Anderlecht    | 90 27e    | 90       | 90       | 90       | 90+1e  | 90       | 69e 24e  | 90       | 90        |
| Walter Baseggio      | RSC Anderlecht    | 58e       |          |          |          |        |          |          |          |           |
| Thomas Buffel        | Glasgow Rangers   | 74e       | 90e 31e  | 38e      | 88e      |        | 67e      | 90       | 63e      |           |
| Koen Daerden         | KRC Genk          | 58e 90+3e | 90       | 90       | 79e      | r      | 78e      | 12e      |          |           |
| Roberto Bisconti     | OGC Nice          | 58e       | 90e      | 84e      | 90       | 73e    | r        | 69e      |          |           |
| Tom Soetaers         | KRC Genk          | 74e       |          |          |          |        |          |          |          |           |
| Thomas Chatelle      | KRC Genk          |           | r        | 38e      |          |        |          |          |          |           |
| Karel Geraerts       | Standard de Liège |           |          |          | r        | 79e    | 78e      | r        | r        | 46e       |
| Jelle Van Damme      | Werder Brême      |           |          |          |          | 90e    | 78e 65e  | r        |          |           |
| Bart Goor            | RSC Anderlecht    |           |          |          |          |        |          | 90 31e   | 90       | 90        |
| Jonathan Walasiak    | Standard de Liège |           |          |          |          |        |          |          | 63e 15e  | 90        |
| Attaquants           |                   |           |          |          |          |        |          |          |          |           |
| Mbo Mpenza           | RSC Anderlecht    | 64e       |          |          | 84e 83e  | 76e    | 90       | 90       | 76e      | 90        |
| Émile Mpenza         | Hambourg SV       | 90        | 90+2e    | 90       | 90       | 79e    |          |          | 90       | 90        |
| Luigi Pieroni        | AJ Auxerre        | 64e       | 87e      | 84e      | 88e      | 73e    | 90       | r        | 76e      | r         |
| Kevin Vandenbergh    | KRC Genk          |           | 87e      | 58e      | 84e      | 76e    | 67e      | 90       |          | r         |
| Stein Huysegems      | AZ Alkmaar        |           | r        | r        |          |        |          |          |          |           |

Un « r » indique un joueur qui était parmi les remplaçants mais qui n'est pas monté au jeu.
1. 1 2 3 4 5 6 7 8  Dernière sélection officielle pour le joueur.
2. 1 2 3  Première sélection officielle pour le joueur.
3. 1 2 3 4 5  Premier but officiel pour le joueur.

## Aspects socio-économiques

### Audiences télévisuelles
| Jour de diffusion | Match                           | Compétition    | Diffuseur francophone | Téléspectateurs | Diffuseur néerlandophone | Téléspectateurs |
| ----------------- | ------------------------------- | -------------- | --------------------- | --------------- | ------------------------ | --------------- |
| 9 février 2005    | Égypte - Belgique               | Amical         | non diffusé           | non diffusé     | non diffusé              | non diffusé     |
| 26 mars 2005      | Belgique - Bosnie-Herzégovine   | Coupe du monde | Club RTL              | n.c.            | Kanaal Twee              | n.c.            |
| 30 mars 2005      | Saint-Marin - Belgique          | Coupe du monde | Club RTL              | n.c.            | Kanaal Twee              | n.c.            |
| 4 juin 2005       | Serbie-et-Monténégro - Belgique | Coupe du monde | Club RTL              | n.c.            | Kanaal Twee              | n.c.            |
| 17 août 2005      | Belgique - Grèce                | Amical         | Club RTL              | n.c.            | VT4                      | n.c.            |
| 3 septembre 2005  | Bosnie-Herzégovine - Belgique   | Coupe du monde | Club RTL              | n.c.            | Kanaal Twee              | n.c.            |
| 7 septembre 2005  | Belgique - Saint-Marin          | Coupe du monde | Club RTL              | n.c.            | Kanaal Twee              | 625 000         |
| 8 octobre 2005    | Belgique - Espagne              | Coupe du monde | Club RTL              | 495 000         | Kanaal Twee              | 844 000         |
| 12 octobre 2005   | Lituanie - Belgique             | Coupe du monde | Club RTL              | n.c.            | Kanaal Twee              | n.c.            |

Sources : 
- CIM (via TVvisie, à partir du 5 septembre 2005)[stats 2],[stats 3].

## Sources

### Archives
1. ↑  (nl) « Concentra online archief », sur krantenarchief.concentra.be, Mediahuis.

### Statistiques
1. ↑  « CLASSEMENT MASCULIN », sur fifa.com, FIFA, 16 décembre 2005 (consulté le 15 juillet 2021)
2. ↑  (nl) « Kijkcijfers Vlaanderen », sur tvvisie.be, CIM
3. ↑  (nl) « Kijkcijfers Wallonië », sur tvvisie.be, CIM